# Euspilotus scrupularis
Euspilotus scrupularis är en skalbaggsart som först beskrevs av J. E. Leconte 1860.  Euspilotus scrupularis ingår i släktet Euspilotus och familjen stumpbaggar. Inga underarter finns listade i Catalogue of Life.